# Bobby Seith
Bobby Seith, właśc. Robert Seith (ur. 9 marca 1932 w Coatbridge) – szkocki piłkarz i trener piłkarski.

## Kariera
Seith karierę piłkarską rozpoczął w klubie Burnley F.C. w wieku 16 lat, w roku 1948. W drużynie debiutował w roku 1953, w meczu przeciwko Manchesterowi United, wygranym przez jego zespół na wyjeździe 2:1. Ogółem w barwach tego klubu piłkarz rozegrał 27 meczów.
Następnie w roku 1960, został sprzedany do szkockiego klubu Dundee F.C. za 7 500 funtów. W sezonie 1961/1962 wywalczył z tą drużyną Puchar Szkocji, dający awans do rozgrywek o Puchar Ligi Mistrzów, który jego drużyna przegrała z A.C. Milan w półfinale.